# Wrenshall
Wrenshall és una població dels Estats Units a l'estat de Minnesota. Segons el cens del 2000 tenia 308 habitants.

## Demografia
Segons el cens del 2000, Wrenshall tenia 308 habitants, 111 habitatges, i 88 famílies. La densitat de població era de 78,8 habitants per km².
Dels 111 habitatges en un 44,1% hi vivien nens de menys de 18 anys, en un 63,1% hi vivien parelles casades, en un 16,2% dones solteres, i en un 20,7% no eren unitats familiars. En el 14,4% dels habitatges hi vivien persones soles el 3,6% de les quals corresponia a persones de 65 anys o més que vivien soles. El nombre mitjà de persones vivint en cada habitatge era de 2,77 i el nombre mitjà de persones que vivien en cada família era de 3,09.
Per edats la població es repartia de la següent manera: un 32,5% tenia menys de 18 anys, un 6,5% entre 18 i 24, un 32,8% entre 25 i 44, un 19,8% de 45 a 60 i un 8,4% 65 anys o més.
L'edat mediana era de 34 anys. Per cada 100 dones de 18 o més anys hi havia 90,8 homes.
La renda mediana per habitatge era de 39.643 $ i la renda mediana per família de 41.875 $. Els homes tenien una renda mediana de 33.438 $ mentre que les dones 19.643 $. La renda per capita de la població era de 21.510 $. Cap de les famílies i el 2,6% de la població estaven per davall del llindar de pobresa.

## Poblacions més properes
El següent diagrama mostra les poblacions més properes.